# Januar 1993
Portal Geschichte | Portal Biografien | Aktuelle Ereignisse | Jahreskalender | Tagesartikel

◄ |
19. Jahrhundert |
20. Jahrhundert
| 21. Jahrhundert

◄ |
1960er |
1970er |
1980er |
1990er
| 2000er | 2010er | 2020er | ►

◄ |
1989 |
1990 |
1991 |
1992 |
1993
| 1994 | 1995 | 1996 | 1997 | ►

◄ |
Oktober 1992 |
November 1992 |
Dezember 1992 |
Januar 1993 |
Februar 1993 |
März 1993 |
April 1993 |
►
Dieser Artikel behandelt tagesbezogene Nachrichten und Ereignisse im Januar 1993.

## Tagesgeschehen

### Freitag, 1. Januar 1993

Flagge der CSFR sowie der Tschechischen Republik

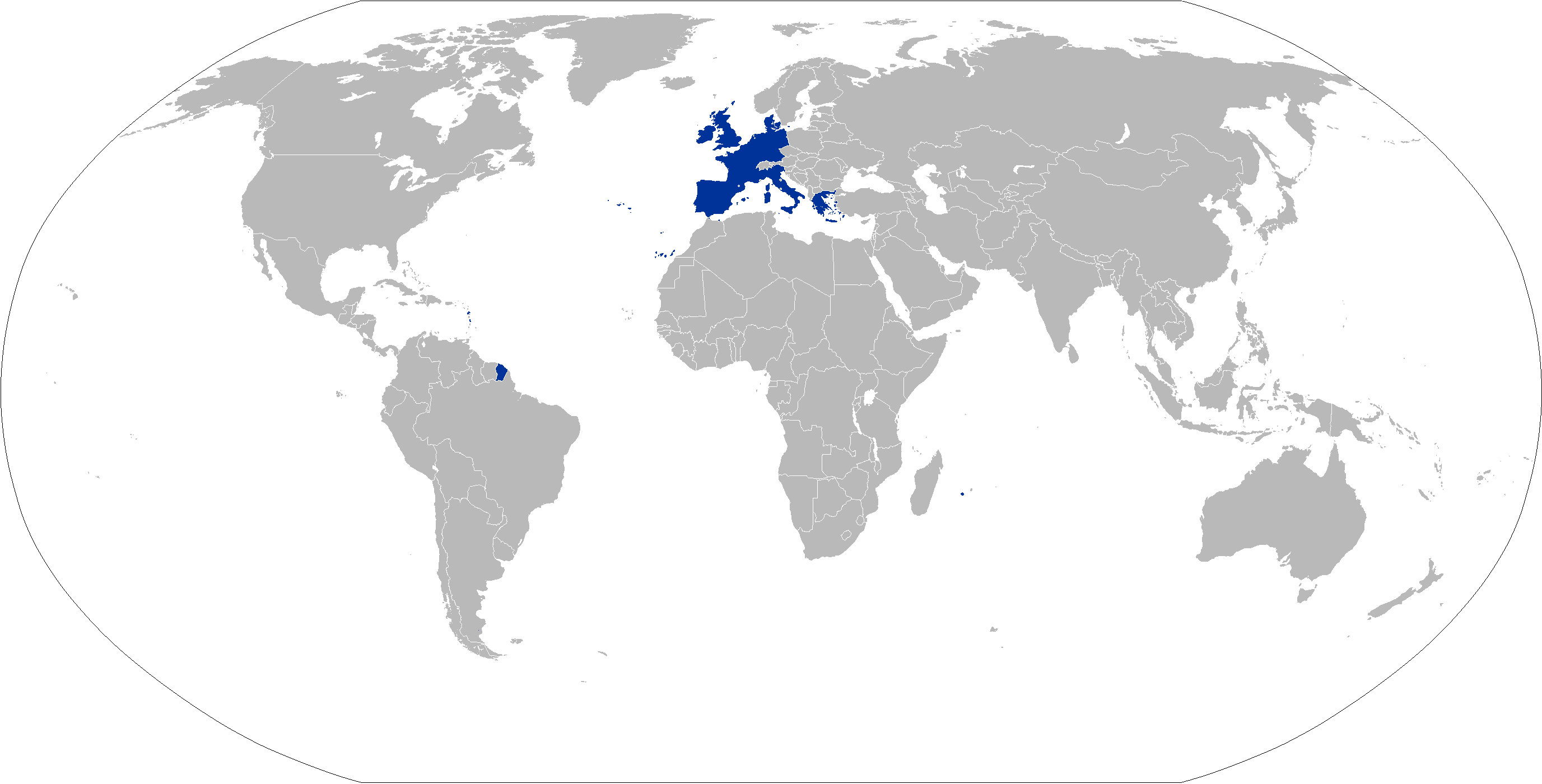
Europäische Union (blau)

- Bern/Schweiz: Der SVP-Politiker Adolf Ogi übernimmt das Amt des Bundespräsidenten.[1]
- Bratislava/Slowakei, Prag/Tschechische Republik: Die Staaten Slowakei und Tschechische Republik entstehen nach der Auflösung der Tschechischen und Slowakischen Föderativen Republik (CSFR) als deren Nachfolgestaaten. Während die Slowakei noch keine Nationalflagge hat, führt die Tschechische Republik die CSFR-Trikolore weiter.[2]
- Brüssel/Belgien: Der Europäische Binnenmarkt ist vollendet. Er garantiert Warenverkehrsfreiheit, Personenfreizügigkeit, Dienstleistungsfreiheit sowie freien Kapital- und Zahlungsverkehr.[3]
- Kopenhagen/Dänemark: Dänemark übernimmt vom Vereinigten Königreich den Vorsitz im Rat der Europäischen Union. Das Amt des Regierungschefs der Europäischen Gemeinschaft erhält, wie 1987, Poul Schlüter.[4]
- München/Deutschland: Der private Rundfunkveranstalter Kirch-Gruppe startet die Ausstrahlung des Fernsehsenders Deutsches Sportfernsehen (DSF). Der Spartenkanal übernimmt die Kabelfrequenz von Tele 5.[5]
- New York/Vereinigte Staaten: Brasilien, Dschibuti, Neuseeland, Pakistan und Spanien werden neue nichtständige Mitglieder im Sicherheitsrat der Vereinten Nationen.[6]

### Sonntag, 3. Januar 1993

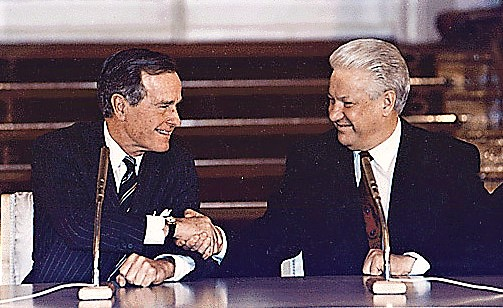
George Bush und Boris Jelzin bei der Unterzeichnung des START-II-Vertrags

- Bonn/Deutschland: Der deutsche Vizekanzler und Bundesminister für Wirtschaft Jürgen Möllemann (FDP) tritt wegen der unerlaubten Verwendung offizieller Vordrucke zu Gunsten eines Freundes in der Briefbogenaffäre von seinem Ministeramt zurück.[7]
- Moskau/Russland: George Bush für die USA und Boris Jelzin für die Russische Föderation unterzeichnen den Vertrag START II. Das Abrüstungsabkommen verpflichtet beide Staaten zur allmählichen Reduzierung strategischer Trägersysteme für Nuklearwaffen.[8]
- Vereinigte Staaten: Verschiedene lokale Fernsehsender strahlen die erste Episode der neuen Fernsehserie Star Trek: Deep Space Nine aus.[9]
- Washington, D.C./Vereinigte Staaten: Brockman Adams (Demokraten), der für den Bundesstaat Washington im US-Senat sitzt, legt sein Mandat wegen des Skandals um sexuelle Belästigung und Vergewaltigung in einem Fall nieder. Acht der betroffenen Frauen verfassten 1992 ein Statement mit entsprechenden Anschuldigungen. Die meisten von ihnen sind ehemalige Angestellte von Adams.[10]

### Montag, 4. Januar 1993
- Bratislava/Slowakei: Radio Slowakei International, der Auslandsdienst des staatlichen Slowakischen Rundfunks, geht drei Tage nach seiner Gründung auf Sendung.[11]
- London/Vereinigtes Königreich: Die Wirtschaftszeitung Financial Times erscheint zur Hundert-Jahr-Feier nach durchgängiger Verwendung lachsfarbenen Papiers diesmal auf weißem Papier.[12]

### Mittwoch, 6. Januar 1993
- Bischofshofen/Österreich: Der Österreicher Andreas Goldberger gewinnt die 41. Vierschanzentournee vor dem Japaner Noriaki Kasai.[13]

### Donnerstag, 7. Januar 1993
- Antarktika: Der Norweger Erling Kagge beendet die erste nicht unterstützte Soloexpedition zum Südpol. Die 1.310 km lange Strecke legte er in 51 Tagen zurück.[14]

### Freitag, 8. Januar 1993
- New York/Vereinigte Staaten: Der Sicherheitsrat der Vereinten Nationen empfiehlt in der Resolution 800 die Aufnahme der Slowakei und in Resolution 801 die Aufnahme der Tschechischen Republik in die Staatengemeinschaft.[15][16][17]
- Sarajevo/Bosnien und Herzegowina: Bosnische Serben stoppen einen von französischen Soldaten der United Nations Protection Force (UNPROFOR) bewachten UN-Konvoi mit dem bosnischen Vize-Premierminister Hakija Turajlić, der sich auf dem Weg vom Flughafen Sarajevo zum Regierungssitz befindet. Kurz darauf wird er in seinem Auto erschossen.[18]

### Samstag, 9. Januar 1993

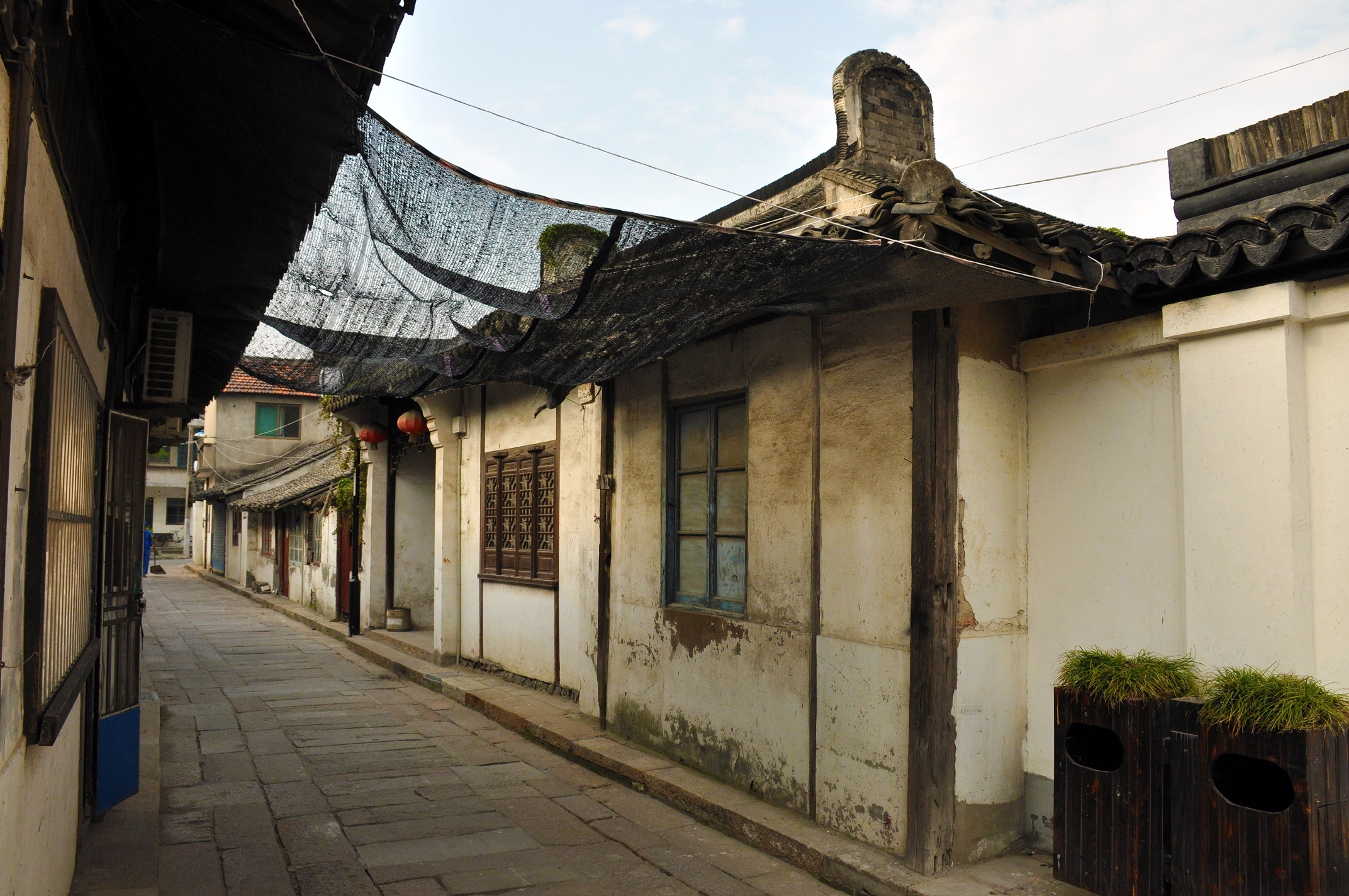
Typische Straße in Pudong, Shanghai

- Prévessin-Moëns/Frankreich: Jean-Claude Romand, der sich bislang zu Unrecht als Arzt ausgab, kauft eine Pistole, Schalldämpfer und Benzinkanister und beginnt eine Mordserie.[19]
- Shanghai/China: Die Shanghai Pudong Development Bank wird gegründet. Die KP Chinas erklärte den Shanghaier Stadtbezirk Pudong am Huangpu Im Oktober 1992 zu einer Zone mit speziellen Wirtschaftsregeln.[20]

### Sonntag, 10. Januar 1993
- Bukarest/Rumänien: Der rumänische Fußballverband belegt den Torhüter der Nationalmannschaft Florin Prunea mit einer Sperre von neun Monaten, weil er eine Gruppe von etwa 100 Spielern anführte, die gegen verspätete Gehaltszahlungen protestierte und den Rücktritt des Verbandspräsidenten Dumitru Dragomir forderte.

### Montag, 11. Januar 1993

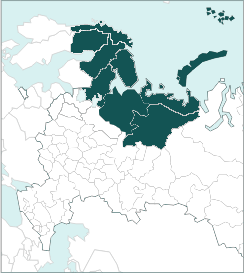
Barentsregion

- Kirkenes/Norwegen: Finnland, Norwegen, Russland und Schweden schließen eine formelle Vereinbarung über die Zusammenarbeit im Gebiet der nordpolaren Barentssee. Die sogenannte Barentskooperation umfasst drei Ebenen: den Euro-arktischen Barentssee-Rat, den interregionalen Barents-Regional-Rat und die Arbeitsgruppe der indigenen Völker der Barents-Region.[21]
- New York/Vereinigte Staaten: Der Fernsehsender USA Network strahlt die erste Folge der Wrestling-Show WWE Raw aus. Die Sendung ist bis ins Detail auf kommerziellen Erfolg ausgerichtet, z. B. durch das Angebot von Pay-per-View. Daher wird ihr Schicksal auch von anderen Medienanbietern aufmerksam verfolgt.[22]

### Dienstag, 12. Januar 1993
- Berlin/Deutschland: Der Prozess gegen Erich Honecker, den ehemaligen Generalsekretär des Zentralkomitees der SED und Vorsitzenden des Staatsrats der 1990 der Bundesrepublik Deutschland beigetretenen Deutschen Demokratischen Republik (DDR), vor der 27. Strafkammer des Landgerichts wird wegen des Gesundheitszustands des Angeklagten eingestellt. Verhandelt wurde die Anstiftung zum Mord an Bürgern der DDR beim Versuch, die innerdeutsche Grenze zu überwinden.[23]

### Mittwoch, 13. Januar 1993

Die USA und andere Staaten fordern mehr militärische Mitwirkung von Deutschland

- Berlin/Deutschland: Das Land Berlin entlässt den langjährigen De-facto-Regierungschef der Deutschen Demokratischen Republik Erich Honecker aus der Haft. Das Verfahren wurde gestern eingestellt.[24]
- Bonn/Deutschland: Der Bundestag beschließt eine Änderung des Grundgesetzes, welche die Verfassungswidrigkeit des weltweiten Einsatzes der Bundeswehr aufhebt.[25]

### Donnerstag, 14. Januar 1993
- Antarktika: Anne Dal Vera, Ann Bancroft, Sunniva Sorby und Sue Giller erreichen als erstes Frauenteam auf Skiern den geografischen Südpol. Damit sind sie unter den ersten 30 Personen, die auf Skiern und Schlitten den Südpol überqueren.[26]
- Nariño/Kolumbien: Der Vulkan Galeras bricht unerwartet aus und tötet neun Mitglieder einer Forschergruppe, die sich gerade auf dem Gipfel befindet.[27]
- Ostsee: Die polnische RoRo-Eisenbahnfähre Jan Heweliusz der Linie Oceaniczne sinkt auf dem Weg von Świnoujście (Swinemünde) nach Ystad vor der Küste der Insel Rügen im Orkan Verena bei Windgeschwindigkeiten von circa 160 km/h. Der Orkan verursacht bis zu 4 m hohe Wellen.[28]

### Freitag, 15. Januar 1993
- Palermo/Italien: Salvatore „Totò“ Riina, auch bekannt als „La Belva“ (deutsch „die Bestie“), wird nach jahrelanger Flucht verhaftet. Die Ergreifung des bekannten Anführers der sizilianischen Mafia wird auch dem Umstand zugeschrieben, dass die Morde an den populären Richtern Paolo Borsellino und Giovanni Falcone großen öffentlichen Druck auf die Politik auslösten, gegen die Mafia endlich effektiver vorzugehen.[29]

### Samstag, 16. Januar 1993
- Florenz/Italien: Im Fall des „Monsters von Florenz“, einer Serie von Doppelmorden, wird Pietro Pacciani als Hauptverdächtiger verhaftet. Der gesuchte Täter wird mit acht Doppelmorden in Verbindung gebracht.[30][31]

### Sonntag, 17. Januar 1993
- Südkorea: Der japanische Premierminister Miyazawa Kiichi präsentiert während seiner Reise durch Südkorea eine formelle Bitte um Entschuldigung für das Leid der Trostfrauen, die den japanischen Besatzungssoldaten zu Diensten stehen mussten.[32]

### Montag, 18. Januar 1993
- München/Deutschland: Das wöchentliche Nachrichtenmagazin Focus erscheint erstmals und titelt exklusiv mit einem Comeback des Politikers Hans-Dietrich Genscher (FDP) als Nachfolger von Richard von Weizsäcker (CDU) im Amt des Bundespräsidenten.[33][34]

### Dienstag, 19. Januar 1993
- New York/Vereinigte Staaten: Gemäß den Resolutionen 800 und 801 des Sicherheitsrats der Vereinten Nationen (UN) stimmt die UN-Generalversammlung der Aufnahme der Slowakischen Republik und der Tschechischen Republik in das Staatenbündnis zu.[35][36]

### Mittwoch, 20. Januar 1993

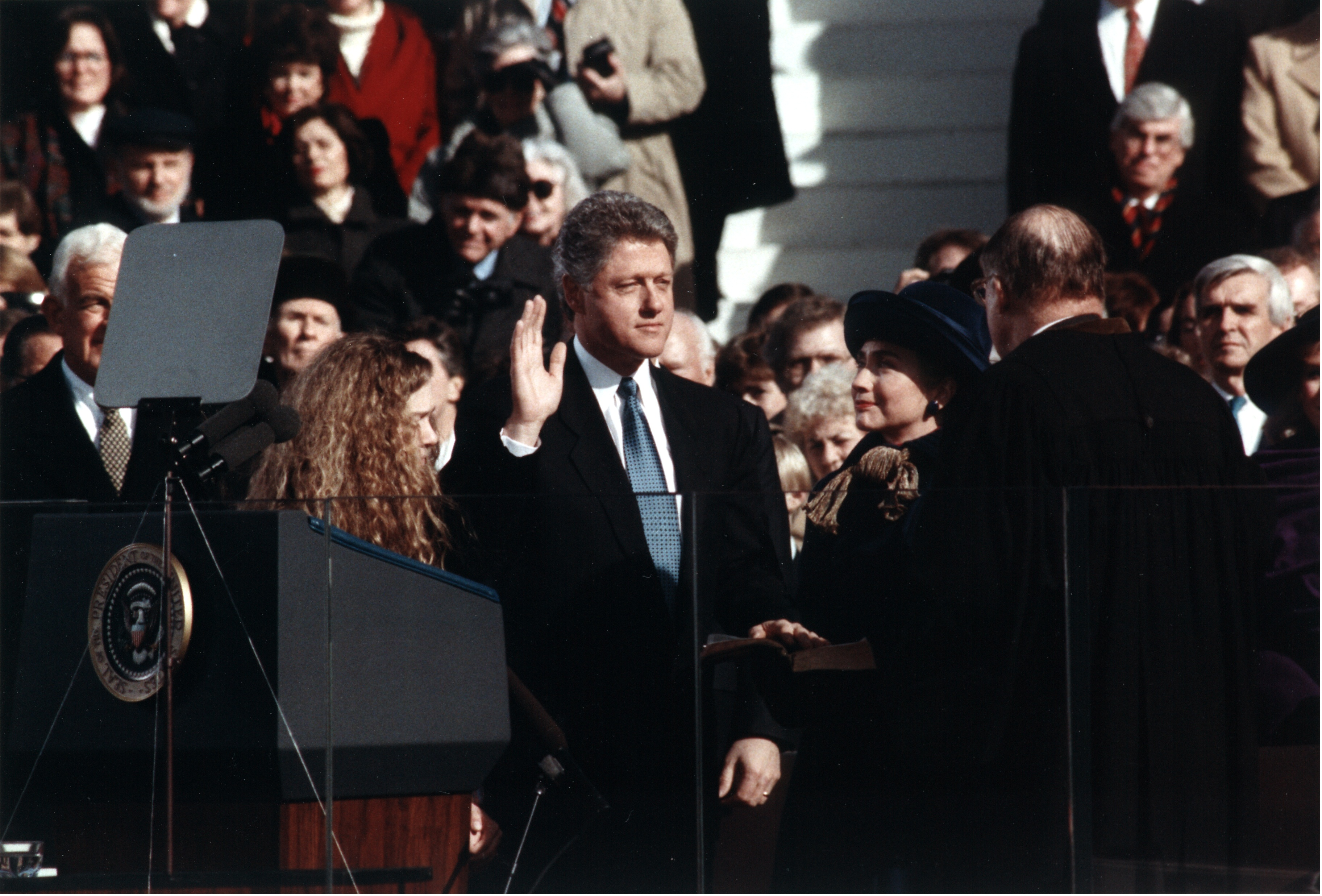
Amtseid von Bill Clinton

- Washington, D.C./Vereinigte Staaten: Bill Clinton (Demokraten) wird als Nachfolger von George Bush (Republikaner) als Präsident der Vereinigten Staaten vereidigt. Clinton besiegte Bush in der Wahl am 3. November 1992 mit deutlichem Vorsprung.[37]

### Donnerstag, 21. Januar 1993
- Bonn/Deutschland: Der Minister für Auswärtige Angelegenheiten Klaus Kinkel (FDP) beerbt seinen Parteikollegen Jürgen Möllemann als Vizekanzler der Bundesrepublik. Zugleich wird FDP-Politiker Günter Rexrodt zum neuen Bundesminister für Wirtschaft berufen.[38]
- Deutschland: Der Anti-Kriegsfilm Stalingrad kommt in die Kinos. Er behandelt die Schlacht von Stalingrad Ende 1942 bis Anfang 1943 während des Zweiten Weltkriegs aus der Sicht eines deutschen Sturmpionier-Bataillons.[39]
- Sofia/Bulgarien: Darik Radio, der erste private Hörfunksender mit nationaler Lizenz, startet um 12.00 Uhr mit der Ausstrahlung seines Programms.[40]

### Freitag, 22. Januar 1993
- Bærum/Norwegen: Die Fluggesellschaft Norwegian Air Shuttle wird gegründet und übernimmt vorerst Regionalflüge für die Airline Braathens.[41]
- Zadar/Kroatien: Die kroatische Armee beginnt im Kroatienkrieg mit der Operation Maslenica, einer Offensive gegen serbische Truppen in Dalmatien.[42]

### Samstag, 23. Januar 1993
- Beverly Hills/Vereinigte Staaten: Bei der 50. Verleihung der Golden Globe Awards gewinnt der Schauspieler Al Pacino in der Kategorie Bester Darsteller (Drama) in einem Kinofilm. Emma Thompson wird zur besten Darstellerin gekürt und Lauren Bacall mit der Auszeichnung für das Lebenswerk bedacht.[43][44]
- Wien/Österreich: Als Reaktion auf das von der FPÖ initiierte Volksbegehren „Österreich zuerst“, das von 416.531 Personen und damit 7,35 % der Wahlberechtigten unterschrieben wurde, nehmen zwischen 250.000 und 300.000 Menschen an der Aktion „Lichtermeer“ teil, zu dem die Menschenrechtsorganisation SOS Mitmensch aufrief. Sie wirft den Befürwortern des Begehrens Nationalismus vor.[45]

### Montag, 25. Januar 1993

Logo von VOX

- Köln/Deutschland: Der Rundfunkveranstalter Westdeutsche Medienbeteiligungsgesellschaft startet 17.00 Uhr die Programmausstrahlung des neuen Kabel-Fernsehsenders VOX. Der Fokus des auch über Satelliten ausgestrahlten Senders liegt auf Nachrichten und Informationen.[46]
- Kopenhagen/Dänemark: Die Regierung unter Führung von Ministerpräsident Poul Nyrup Rasmussen löst die Regierung Schlüter nach deren Rücktritt ab.[47]
- Türkei: Am Tag nach dem Tod des Publizisten und Cumhuriyet-Leitartikelschreibers Uğur Mumcu durch eine Autobombe protestieren zehntausende Menschen in verschiedenen Großstädten des Landes für die Freiheit der Presse. Die Täter werden unter religiösen Fanatikern vermutet, aufgrund der Recherchen Uğur Mumcus können laut derzeit kursierenden Spekulationen auch staatliche Kreise involviert sein.[48]

### Dienstag, 26. Januar 1993
- Gisenyi/Ruanda: Bei einem mehrtägigen Massaker im Nordwesten Ruandas werden über 300 Zivilisten aus der sozialen Klasse beziehungsweise Ethnie der Tutsi, die zahlenmäßig die Minderheit der ruandischen Bevölkerung stellt, hingerichtet.[49]
- Prag/Tschechische Republik: Die Stimmberechtigten wählen mit Václav Havel (parteilos) die Identifikationsfigur der Samtenen Revolution des Jahres 1989, die sich gegen die kommunistische Regierungspartei der Tschechoslowakei richtete, zum ersten Präsidenten der am 1. Januar gegründeten Tschechischen Republik. Von 1989 bis 1992 war Havel bereits Präsident der Tschechoslowakei.[50]

### Samstag, 30. Januar 1993
- Berlin/Deutschland: Auf dem Parteitag der PDS wählen die Delegierten Lothar Bisky zum Nachfolger von Gregor Gysi im Amt des Parteivorsitzenden.[51]

### Sonntag, 31. Januar 1993

Logo des
27. Super Bowls

- Pasadena/Vereinigte Staaten: Der Super Bowl 27 im American Football zwischen den Dallas Cowboys und den Buffalo Bills endet 52:17.[52]

## Weblinks

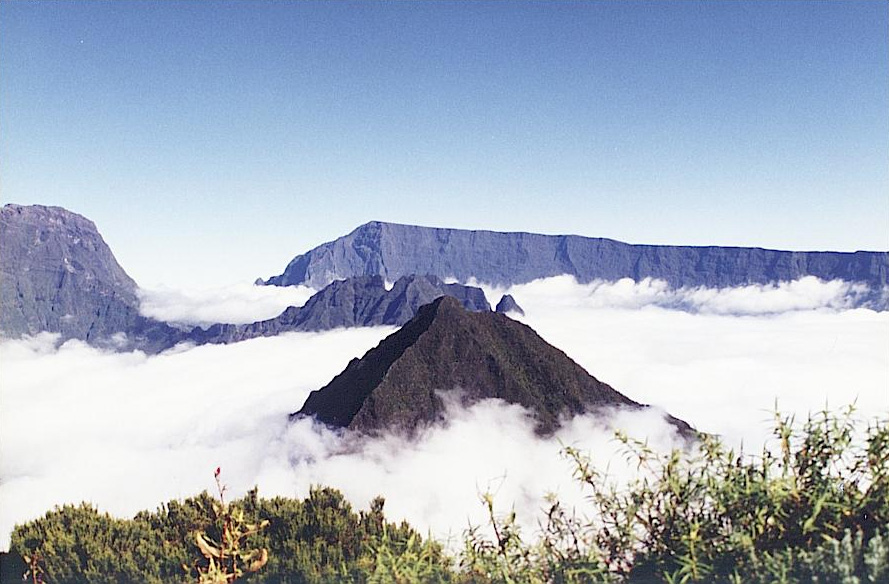
Réunion im Januar 1993